# Сол Беллоу
Сол Бе́ллоу (англ. Saul Bellow; 10 червня 1915, Лашин (нині передмістя Монреаля), Канада — 5 квітня 2005, Бруклайн, Массачусетс, США) — американський письменник, лауреат Пулітцерівської премії 1975 року за роман «Дар Гумбольдта», а також Нобелівської премії з літератури («за глибоко людське розуміння та тонкий аналіз сучасної культури») 1976 року.

## Біографія
Сол (Соломон) Беллоу (Беллоуз) — син Абрама та Лізи Білоус, які 1913 року емігрували до Канади із Санкт-Петербургу.
Навчався в Чиказькому та Північно-Західному університетах США, аспірантурі університету Вісконсину в Медісоні. За освітою антрополог та соціолог.
Працював редактором у видавництвах (зокрема, енциклопедії «Британіка»), журналістом, педагогом. Письменницька кар'єра Сола Беллоу розпочалася з публікації в журналі «Partisan Review» оповідання «Два ранкових монологи» (1941). У своїх романах, які принесли Солу Беллоу популярність та успіх, відобразив пануюче в США напруження воєнного та післявоєнного часу. 1944 — опублікував роман «Людина між небом і землею». 1948 — одержав грант Ґуґґенгайма і вирушив у поїздку до Європи (Париж, Рим), де написав роман «Пригоди Огі Марча» (1953), за який одержав Національну премію США з літератури і який був визнаний найкращим літературним твором року. Такої ж відзнаки був удостоєний роман С. Беллоу «Герцог» (1964), який до того ж посів провідне місце у списку американських бестселерів. Літературна критика назвала письменника «найкращим стилістом серед всіх сучасних американських письменників». С. Беллоу став першим американцем, який удостоївся Французької міжнародної літературної премії. 1971 — С.Беллоу одержав третю за рахунком Національну премію за роман «Планета містера Семмлера». Піка популярності письменник досяг 1975 року, коли побачив світ його восьмий роман «Дар Гумбольдта». Книга принесла автору міжнародне визнання і право одержати Пулітцеровську премію. Наступний рік приніс С. Беллоу Нобелівську премію. Письменник продовжував активну творчу працю: він опублікував книги «В Єрусалим і назад: особисті враження», «Грудень декана», «Простак та інші оповідання».
1983 року Президент Франції нагородив Сола Беллоу орденом Почесного легіону. На думку літературних критиків, література США минулого століття трималась на двох стовпах — Вільямі Фолкнерові та Солові Беллоу.

### Проза
- Людина між небом і землею / Dangling Man (1944)
- Жертва / The Victim (1947)
- Пригоди Огі Марча / The Adventures of Augie March (1953)
- Піймай мить / Seize the Day (1956)
- Гендерсон, повелитель дощу / Henderson the Rain King (1959)
- Герцог / Herzog (1964)
- Мемуари Мосбі / Mosby’s Memoirs (1968)
- Планета містера Семмлера / Mr. Sammler’s Planet (1970)
- Дар Гумбольдта / Humboldt’s Gift (1975)
- Грудень декана / The Dean’s December (1982)
- Простак та інші оповідання / Him with His Foot in His Mouth (1984)
- Більше вмирає від розбитого серця / More Die of Heartbreak (1987)
- Злодій / A Theft (1989)
- У зв'язку з Белларозою  / The Bellarosa Connection (1989)
- Щось на пам'ять про мене / Something to Remember Me By (1990)
- Факти / The Actual (1997)
- Равельштайн / Ravelstein (2000)
- Вибрані оповідання / Collected Stories (2001)

### П'єси
- «Останній аналіз» / The Last Analisis (1964?)

### Біографічні ессе
- «В Єрусалим і назад: особисті враження» / «То Jerusalem and Back: A Personal Account» (1976 год)
- «Це все додається» / It All Adds Up (1994)

## Переклади українською мовою
- Гендерсон, повелитель дощу. Роман. Переклав Віктор Шовкун // Всесвіт, 1991, № 6–8.
- Мемуари Мосбі. Оповідання. Переклав Дмитро Костенко // Всесвіт, 1993, № 7/8.
- «Бути інтелектуалом у Сполучених Штатах…» [Інтерв'ю Сола Беллоу журналу «Paris Review».] Переклав Тарас Дмитерко // Всесвіт, 1991, № 8.
- Гендерсон, повелитель дощу. Роман. Переклав Віктор Шовкун // Видавництво Жупанського, 2016, ISBN 978-966-2355-72-7.
- Герцог / пер. з англ. Володимир Чайковський. — Харків : Фоліо, 2016. — 416 с. — ISBN 978-617-679-437-0.
- Дар Гумбольдта / пер. з англ. Ірини Карівець. — Львів : Видавництво Старого Лева, 2017. — 720 с. — ISBN 978-966-03-7476-8.

Відома також дещо заідеологізована стаття про письменника: Володимир Галчин. Два стільці Сола Беллоу // Всесвіт, 1983, № 5.